# Long Tall Sally/I Took My Baby Home
Long Tall Sally/I Took My Baby Home è il primo singolo dei The Kinks. Venne pubblicato nel Regno Unito nel 1964 dalla Pye Records.

## Tracce
1. Long Tall Sally – 2:10 (Enotris Johnson)
2. I Took My Baby Home – 1:46 (Ray Davies)

Durata totale: 3:56